# Ancienne Royale Belge
L'ancien siège de la Royale Belge (ancienne société d'assurance, désormais Axa) est un bâtiment fonctionnaliste inauguré en 1970 et situé à Watermael-Boitsfort, à Bruxelles.

## Description
La conception en forme de croix est signée René Stapels et Pierre Dufau, qui ont été inspirés, entre autres, par le siège mondial de John Deere à Eero Saarinen (Moline, Illinois). Le bâtiment mesure 50,80 m de haut et a une superficie de 54 000 m2. L'extérieur se compose d'acier corten et de fenêtres fumées de couleur bronze (en matériau « Stopray » provenant des usines de Glaverbel). Grâce aux architectes paysagistes Jean Delogne et Claude Rebold, l'ensemble est harmonieusement planté entre étangs et verdure.

## Histoire

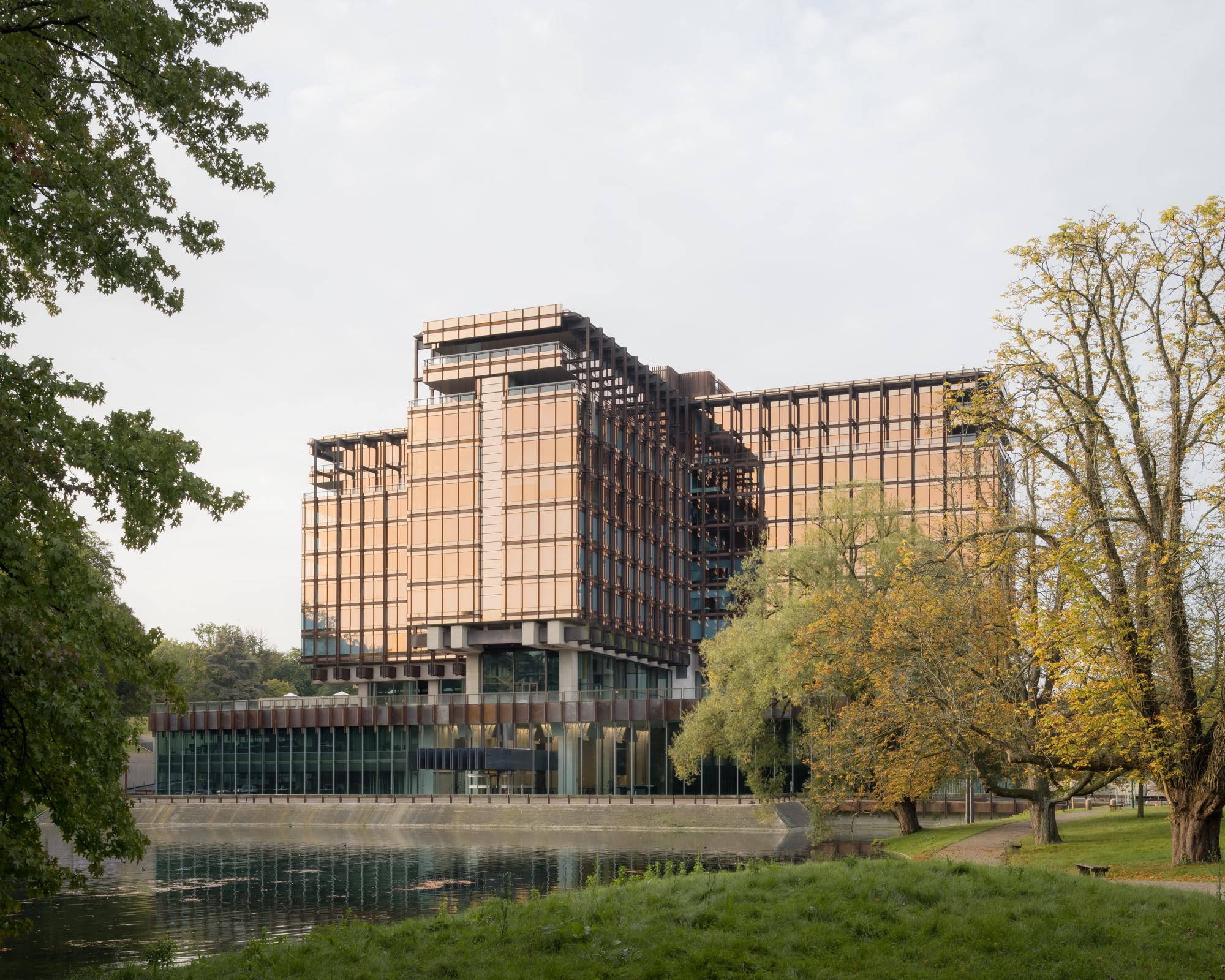
Bâtiment de la Royale Belge

La construction a commencé le 4 avril 1967, suivie de l'inauguration officielle le 25 juin 1970. Le client était l'assureur Royale belge. Après sa fusion avec le groupe français Axa en 1999, le complexe a été vendu à Cofinimmo et loué jusqu'en 2018. Axa a déménagé son siège belge sur la place du Trône (ancien siège d'Electrabel) en 2017. Les États-Unis sont devenus le nouveau propriétaire des bâtiments du boulevard du Souverain, avec l'intention d'abriter l'ambassade américaine. Cependant, la structure s'est avérée inadaptée pour supporter du verre pare-balles lourd. Pour éviter des transformations drastiques, le gouvernement bruxellois a placé le bâtiment sur la liste de sauvegarde, après quoi les États-Unis ont abandonné le projet. En 2019, le bâtiment a finalement été racheté à son propriétaire, Cofinimmo, par plusieurs promoteurs immobiliers (Cores, Urbicoon et Foresite) réunis dans un consortium. La vente a été conclue pour un montant de 50 millions d'euros.
Achevés en juin 2023, d'importants travaux de réhabilitation ont transformé la Royale Belge en complexe mixte comprenant des bureaux, un "food court" nommé Fox ainsi qu'un hôtel, un spa, un fitness et des espaces de coworking et de conférence rassemblés sous la marque Mix. Ce projet, Souverain 25, a été réalisé par les architectes Caruso St John Architects, Bovenbouw Architectuur, DDS+, Francis Metzger (bureau Ma²) et l'Atelier Eole, responsable du paysage. En 2024, cette restauration, durable et économe en énergie, a été récompensée par l'Europa Nostra Award 2024, un prix décerné par la Commission européenne depuis 22 ans, ainsi que par deux MIPIM Awards (Marché International des professionnels de l'immobilier) pour "Meilleur projet de reconversion" et "Meilleur projet à usage mixte". Le bâtiment a été acquis par le groupe d'assurance suisse Baloise en 2022, pour une somme estimée à 160 millions d'euros.